# Colpocyclops dulcis
Colpocyclops dulcis – gatunek widłonoga z rodziny Halicyclopidae. Nazwa naukowa gatunku została po raz pierwszy opublikowana w 1977 roku przez ukraińskiego zoologa Władysława Monczenkę.